# Saint-André (Haute-Garonne)
Saint-André ist eine französische Gemeinde mit 241 Einwohnern (Stand: 1. Januar 2022) im Département Haute-Garonne in der Region Okzitanien. Sie gehört zum Kanton Cazères und zum Arrondissement Saint-Gaudens.
Nachbargemeinden sind Salherm im Norden, Fabas im Nordosten, Eoux im Osten, Boussan im Südosten, Cassagnabère-Tournas im Süden, Esparron im Südwesten und Lilhac im Westen.

## Geschichte
Im Jahr 1299 erhielt Saint-André vom Grafen von Comminges Bernard VII. besondere Rechte. Seit dem Beginn des 16. Jahrhunderts gehörte die Grundherrschaft dem Königshaus, das unterschiedlichen Adelsfamilien das Lehen übertrug.  

## Bevölkerungsentwicklung
| Jahr                      | 1962 | 1968 | 1975 | 1982 | 1990 | 1999 | 2008 | 2015 | 2016 | 2019 |
| ------------------------- | ---- | ---- | ---- | ---- | ---- | ---- | ---- | ---- | ---- | ---- |
| Einwohner                 | 280  | 216  | 215  | 225  | 192  | 180  | 212  | 216  | 220  | 233  |
| Quelle: Cassini und INSEE |      |      |      |      |      |      |      |      |      |      |